# Blood Brothers (musical)
Blood Brothers è un musical con colonna sonora, versi e libretto di Willy Russell. Il musical ha debuttato a Londra nel 1983, è rimasto in scena per sei mesi e ha vinto il Laurence Olivier Award al miglior nuovo musical. Il musical è stato rimesso in scena a Londra nel 1988 ed è rimasto in scena per più di diecimila repliche, chiudendo nel 2012. Il musical ha debuttato a Broadway nel 1993 ed ha chiuso dopo 840 repliche, nel 1995.